# Észtország kormányfőinek listája

## Történelem
Észtországot az Orosz Birodalom összeomlása utáni függetlenségének első két évében (1918–1920) kormányfő irányította.
Az 1920-as észt alkotmány szabályozta az államfő (riigivanem) hatáskörét. Ez a rendszer radikálisan parlamentáris rendszer volt, mert az államelnököt a parlament egyszerű többséggel elbocsáthatta. Ráadásul az államelnök nem volt a fegyveres erők főparancsnoka, és nem ratifikálhatta a törvényeket vagy oszlathatta fel a parlamentet. A parlament feloszlatása csak népszavazás útján volt lehetséges. Az 1933-ban népszavazás útján elfogadott új alkotmány értelmében a miniszterelnöki tisztséget 1934-ben egy elnökibb rendszerben hozták létre kormányfői pozícióként. Ezen alkotmány szerint az elnök kinevezheti és felmentheti a miniszterelnököt és a kabinetet, megvétózhatja a törvényeket, rendeleteket alkothat és feloszlathatja a parlamentet. A hivatalban lévő államelnök, Konstantin Päts kinevezte magát a miniszterelnöki posztra, és ebben a pozícióban felfüggeszthette az államfő és az észt parlament választásait. Miniszterelnök maradt, és magát "Kormányzó-Elnök"-nek nyilvánította, egészen 1938-ig, amikor egy új alkotmány alapján választásokat tartottak és elnökké választották.

## 1918–1920
| Kormányfő                                               | Kormányfő                                        | Kormányfő                         | Terminus           | Terminus           | Párt                            | Jegyzet |
| Kormányfő                                               | Kormányfő                                        | Kormányfő                         | Kezdete            | Vége               | Párt                            | Jegyzet |
| ------------------------------------------------------- | ------------------------------------------------ | --------------------------------- | ------------------ | ------------------ | ------------------------------- | ------- |
| -                                                       |                                                  | Konstantin Päts (1874–1956)       | 1918. február 24.  | 1918. november 12. | Országos Népi Unió              |         |
| -                                                       | Az Ideiglenes kormány Minisztertanácsának elnöke | Konstantin Päts (1874–1956)       |                    |                    | Országos Népi Unió              |         |
| -                                                       | 1918. november 12.                               | Konstantin Päts (1874–1956)       | 1918. november 27. |                    | Országos Népi Unió              |         |
| -                                                       | 1918. november 27.                               | Konstantin Päts (1874–1956)       | 1919. május 9.     |                    | Országos Népi Unió              |         |
| -                                                       | Az Ideiglenes kormány miniszterelnöke            | Konstantin Päts (1874–1956)       |                    |                    | Országos Népi Unió              |         |
| 1                                                       |                                                  | Otto August Strandman (1875–1941) | 1919. május 9.     | 1919. november 18. | Munkáspárt Eesti Tööerakond     |         |
| 2                                                       |                                                  | Jaan Tõnisson (1868–1941?)        | 1919. november 18. | 1920. július 28.   | Észt Néppárt Eesti Rahvaerakond |         |
| 3                                                       |                                                  | Ado Birk (1883–1942)              | 1920. július 28.   | 1920. július 30.   | Észt Néppárt Eesti Rahvaerakond |         |
| 4                                                       |                                                  | Jaan Tõnisson (1868–1941?)        | 1920. július 30.   | 1920. október 26.  | Észt Néppárt Eesti Rahvaerakond |         |
| 5                                                       |                                                  | Ants Piip (1884–1942)             | 1920. október 26.  | 1920. december 20. | Munkáspárt Eesti Tööerakond     |         |
| Az 1920-as alkotmány megszüntette a kormányfői posztot. |                                                  |                                   |                    |                    |                                 |         |

## 1934–1937
Az 1934-es alkotmány újra felosztotta a végrehajtó hatalmat az államelnök és a kormányfő között.

| Kormányfő | Kormányfő | Kormányfő                   | Terminus         | Terminus            | Párt                              | Jegyzet |
| Kormányfő | Kormányfő | Kormányfő                   | Kezdete          | Vége                | Párt                              | Jegyzet |
| --------- | --------- | --------------------------- | ---------------- | ------------------- | --------------------------------- | ------- |
| 6         |           | Konstantin Päts (1874–1956) | 1934. január 24. | 1937. szeptember 3. | Gazdaközösségek Põllumeeste Kogud |         |

Az 1938-as alkotmány módosítása ideiglenesen összevonta az államelnöki és kormányfői hivatalt a Kormányzó-Elnöki hivatalban.

## 1938–1944
Az 1938-as alkotmány újabb módosítása megosztotta a kormányzó-elnök hatalmát az államelnök és a miniszterelnök között.

| Kormányfő                          | Kormányfő      | Kormányfő                                                 | Terminus             | Terminus             | Párt      | Államfő                     |
| Kormányfő                          | Kormányfő      | Kormányfő                                                 | Kezdete              | Vége                 | Párt      | Államfő                     |
| ---------------------------------- | -------------- | --------------------------------------------------------- | -------------------- | -------------------- | --------- | --------------------------- |
| 7                                  |                | Kaarel Eenpalu (korábban Karl August Einbund) (1888–1942) | 1938. április 24.    | 1938. május 9.       | Független | Konstantin Päts (1938–1940) |
| 7                                  | 1938. május 9. | Kaarel Eenpalu (korábban Karl August Einbund) (1888–1942) | 1939. október 12.    |                      | Független | Konstantin Päts (1938–1940) |
| 8                                  |                | Jüri Uluots (1890–1945)                                   | 1939. október 12.    | 1940. június 21.     | Független | Konstantin Päts (1938–1940) |
| I. Szovjet megszállás (1940–1941)  |                |                                                           |                      |                      |           |                             |
| Német megszállás (1941–1944)       |                |                                                           |                      |                      |           |                             |
| -                                  |                | Otto Tief (1889–1976) - Megbízott miniszterelnök -        | 1944. szeptember 18. | 1944. szeptember 25. | Független | -                           |
| II. Szovjet megszállás (1944–1990) |                |                                                           |                      |                      |           |                             |

## 1990– napjainkig
| Kormányfő | Kormányfő                                                   | Kormányfő                                         | Terminus           | Terminus                                                | Párt                                                                           | Államfő                                                                                        |
| Kormányfő | Kormányfő                                                   | Kormányfő                                         | Kezdete            | Vége                                                    | Párt                                                                           | Államfő                                                                                        |
| --------- | ----------------------------------------------------------- | ------------------------------------------------- | ------------------ | ------------------------------------------------------- | ------------------------------------------------------------------------------ | ---------------------------------------------------------------------------------------------- |
| -         |                                                             | Edgar Savisaar (1950–2022) - Igeiglenes kormány - | 1990. április 3.   | 1992. január 29.                                        | Észt Népfront Rahvarinne Észt Népi Centrum Párt Eesti Keskerakond              | Arnold Rüütel (1990-1992) Az Észt Szovjet Szocialista Köztársaság Legfelsőbb Tanácsának elnöke |
| -         |                                                             | Tiit Vähi (1947) - Igeiglenes kormány -           | 1992. január 29.   | 1992. október 21.                                       | Független                                                                      | Arnold Rüütel (1990-1992) Az Észt Szovjet Szocialista Köztársaság Legfelsőbb Tanácsának elnöke |
| -         | Lennart Georg Meri (1992–2001) Az Észt Köztársaság Elnöke   | Tiit Vähi (1947) - Igeiglenes kormány -           | 1992. január 29.   | 1992. október 21.                                       | Független                                                                      |                                                                                                |
| 9         |                                                             | Mart Laar (1960)                                  | 1992. október 21.  | 1994. november 8.                                       | 'Pro Patria' Nemzeti Koalíciós Párt Rahvuslik Koonderakond Isamaa              |                                                                                                |
| 10        |                                                             | Andres Tarand (1940)                              | 1994. november 8.  | 1995. április 17.                                       | Mérsékelt Néppárt Rahvaerakond Mõõdukad                                        |                                                                                                |
| 11        |                                                             | Tiit Vähi (1947)                                  | 1995. április 17.  | 1995. november 6.                                       | Észt Koalíciós Párt Eesti Koonderakond és Észt Népszövetség Eestimaa Rahvaliit |                                                                                                |
| 11        | 1995. november 6.                                           | Tiit Vähi (1947)                                  | 1997. március 17.  |                                                         | Észt Koalíciós Párt Eesti Koonderakond és Észt Népszövetség Eestimaa Rahvaliit |                                                                                                |
| 12        |                                                             | Mart Siimann (1946)                               | 1997. március 17.  | 1999. március 25.                                       | Észt Koalíciós Párt Eesti Koonderakond és Észt Népszövetség Eestimaa Rahvaliit |                                                                                                |
| 13        |                                                             | Mart Laar (1960)                                  | 1999. március 25.  | 2002. január 28.                                        | Pro Patria Unió Isamaaliit                                                     |                                                                                                |
| 13        | Arnold Rüütel (2001–2006) Az Észt Köztársaság Elnöke        | Mart Laar (1960)                                  | 1999. március 25.  | 2002. január 28.                                        | Pro Patria Unió Isamaaliit                                                     |                                                                                                |
| 14        |                                                             | Siim Kallas (1948)                                | 2002. január 28.   | 2003. április 10.                                       | Észt Reformpárt Eesti Reformierakond                                           |                                                                                                |
| 15        |                                                             | Juhan Parts (1966)                                | 2003. április 10.  | 2005. április 12.                                       | Res Publica Párt Erakond Res Publica                                           |                                                                                                |
| 16        |                                                             | Andrus Ansip (1956)                               | 2005. április 12.  | 2007. április 5.                                        | Észt Reformpárt Eesti Reformierakond                                           |                                                                                                |
| 16        | Toomas Hendrik Ilves (2006–2016) Az Észt Köztársaság Elnöke | Andrus Ansip (1956)                               | 2005. április 12.  | 2007. április 5.                                        | Észt Reformpárt Eesti Reformierakond                                           |                                                                                                |
| 16        | 2007. április 5.                                            | Andrus Ansip (1956)                               | 2011. április 6.   |                                                         | Észt Reformpárt Eesti Reformierakond                                           |                                                                                                |
| 16        | 2011. április 6.                                            | Andrus Ansip (1956)                               | 2014. március 26.  |                                                         | Észt Reformpárt Eesti Reformierakond                                           |                                                                                                |
| 17        |                                                             | Taavi Rõivas (1979)                               | 2014. március 26.  | 2015. április 9.                                        | Észt Reformpárt Eesti Reformierakond                                           |                                                                                                |
| 17        | 2015. április 9.                                            | Taavi Rõivas (1979)                               | 2016. november 23. |                                                         | Észt Reformpárt Eesti Reformierakond                                           |                                                                                                |
| 17        | 2015. április 9.                                            | Taavi Rõivas (1979)                               | 2016. november 23. | Kersti Kaljulaid (2016–2021) Az Észt Köztársaság Elnöke | Észt Reformpárt Eesti Reformierakond                                           |                                                                                                |
| 18        |                                                             | Jüri Ratas (1978)                                 | 2016. november 23. | 2019. április 29.                                       | Észt Centrum Párt Eesti Keskerakond                                            |                                                                                                |
| 18        | 2019. április 29.                                           | Jüri Ratas (1978)                                 | 2021. január 26.   |                                                         | Észt Centrum Párt Eesti Keskerakond                                            |                                                                                                |
| 19        |                                                             | Kaja Kallas (1977)                                | 2021. január 26.   | 2024. július 23.                                        | Észt Reformpárt Eesti Reformierakond                                           | Alar Karis(2021– )Az Észt KöztársaságElnöke                                                    |
| 20        |                                                             | Kristen Michal                                    | 2024. július 23.   | hivatalban                                              | Észt Reformpárt Eesti Reformierakond                                           | Alar Karis(2021– )Az Észt KöztársaságElnöke                                                    |

## Fordítás
Ez a szócikk részben vagy egészben  a   Prime Minister of Estonia című angol Wikipédia-szócikk ezen változatának fordításán alapul.  Az eredeti cikk szerkesztőit annak laptörténete sorolja fel. Ez a jelzés csupán a megfogalmazás eredetét és a szerzői jogokat jelzi, nem szolgál a cikkben szereplő információk forrásmegjelöléseként.